# 대한민국의 합동참모차장
합동참모차장(영문 : Vice Chairman, Joint Chiefs of Staff/한문 : 合同參謀次長)은 의장을 보조하고 의장이 부득이한 사유로 그 직무를 수행할 수 없는 때에는 그 직무를 대행한다. 현재 대한민국 합동참모차장은 정진팔 육군 중장이다.

## 역할
- (국군조직법 제12조 1항) 합동참모본부에 합동참모의장 외에 소속 군이 다른 3명 이내의 합동참모차장과 필요한 참모 부서를 둔다.
- (국군조직법 제12조 2항) 합동참모차장은 합동참모의장을 보좌하며, 합동참모의장이 부득이한 사유로 직무를 수행할 수 없을 때에는 서열 순으로 그 직무를 대행한다.

## 역대 합동참모차장

### 남조선국방경비대 부사령관
- 1. 송호성(宋虎聲) 1946년 1월 15일 ~ 1946년 12월 13일
- 2. 원용덕(元容德) 1946년 12월 13일 ~ 1946년 8월 15일

### 합동참모차장
| 소속 | 계급 | 이름           | 그림 | 임기                    | 출신      | 경력                                                                                                  |
| ---- | ---- | -------------- | ---- | ----------------------- | --------- | --- |
| 공군 | 중장 | 박성국(朴成國) |      | 2000.04.25 ~ 2002.04.01 | 공사 16기 | 제8전투비행단장 & 공군전투발전단장 & 공군사관학교장 & 재향군인회 회장 직무대행                        |
| 공군 | 중장 | 주창성(朱昌成) |      | 2002.04.02 ~ 2003.10.15 | 공사 16기 | 국방참모대학총장 & 공군군수사령관 & 공군사관학교장 & 재향군인회 공군부회장                            |
| 해군 | 중장 | 오승렬(吳承烈) |      | 2003.10.16 ~ 2005.10.03 | 해사 24기 | 해군 2함대사령관 & 해군본부 정보작전참모부장 & 해군본부 기획관리참모부장 & 해군참모차장               |
| 공군 | 대장 | 김명립(金明立) |      | 2005.10.04 ~ 2007.04.11 | 공사 19기 | 제11전투비행단장 & 공군작전사령부 부사령관 & 공군본부 정보작전참모부장 & 공군본부 전투발전단장        |
| 해군 | 대장 | 박인용(朴仁鎔) |      | 2007.04.12 ~ 2008.04.02 | 해사 28기 | 해군본부 전투발전단장 & 해군 교육사령관 & 해군작전사령관 & 국민안전처 장관                            |
| 공군 | 중장 | 이계훈(李啓勳) |      | 2008.04.03 ~ 2008.10.01 | 공사 23기 | 합참 교리훈련부장 & 공군본부 정보작전지원참모부장 & 국방대학교 부총장 & 국방정보본부장 & 공군참모총장 |
| 해군 | 중장 | 김중련(金중련) |      | 2008.10.30 ~ 2010.12.15 | 해사 30기 | 해군순항훈련함대사령관 & 합참 전략기획부장 & 합참 인사군수본부장                                      |
| 해군 | 중장 | 김정두(金正斗) |      | 2010.12.16 ~ 2011.11.11 | 해사31기  | 해군본부 정보화기획실장 & 해군전투발전단장 & 해군교육사령관 & 합참 전력발전본부장                     |
| 해군 | 중장 | 원태호(元泰浩) |      | 2011.11.12 ~ 2012.05.01 | 해사32기  | 해군 3함대사령관 & 합참 전략기획부장 & 해군사관학교장                                                 |
| 공군 | 중장 | 이영만(李永滿) |      | 2012.05.02 ~ 2013.04.20 | 공사27기  | 공군 남부전투사령관 & 공군본부 작전참모부장 & 공군작전사령관 & 공군사관학교장                         |
| 공군 | 중장 | 박신규(朴信圭) |      | 2013.04.21 ~ 2013.10.25 | 공사27기  | 공군 제16전투비행단장 & 방위사업청 항공기사업부장 & 공군본부 전력기획참모부장 & 공군작전사령관        |
| 육군 | 중장 | 김현집(金賢執) |      | 2013.10.26 ~ 2014.08.11 | 육사36기  | 합참 작전부장 & 육군 5군단장 & 국방정보본부장 & 육군 제3야전군사령관 & 한미연합사 부사령관            |
| 육군 | 중장 | 김유근(金有根) |      | 2014.10.08 ~ 2015.04.08 | 육사 36기 | 육군 제8사단장 & 합참 전력기획부장 & 육군 8군단장 & 육군참모차장                                      |
| 육군 | 중장 | 신원식(申元植) |      | 2015.04.09 ~ 2015.10.27 | 육사 37기 | 육군 제3사단장 & 국방부 정책기획관 & 육군 수도방위사령관 & 합참 전력본부장                            |
| 해군 | 중장 | 엄현성(嚴賢聖) |      | 2015.10.28 ~ 2016.09.21 | 해사35기  | 해군2함대사령관 & 해군본부 인사참모부장 & 해군참모차장 & 해군작전사령관 & 해군참모총장                |
| 해군 | 중장 | 이범림(李範林) |      | 2016.10.26 ~ 2017.09.27 | 해사36기  | 해군 제7기동전단장 & 연합해군사령관 & 해군3함대사령관 & 해군참모차장 & 해군사관학교장                 |
| 육군 | 중장 | 이종섭(李鐘燮) |      | 2017.09.28 ~ 2018.11.22 | 육사 40기 | 국방부 정책기획차장 & 육군 제2보병사단장 & 합참 신연합방위추진단장 & 육군 7군단장                     |
| 공군 | 중장 | 원인철(元仁哲) |      | 2018.11.22 ~ 2019.04.15 | 공군 32기 | 합동참모본부 군사지원본부장 & 공군작전사령관 & 공군참모차장 & 합동참모본부 연습훈련부장               |
| 공군 | 중장 | 최현국(崔鉉局) |      | 2019.05.07 ~ 2020.12.03 | 공사 33기 | 공군사관학교장 & 공군교육사령관 & 합참 연습훈련부장 & 공군본부 정보작전참모부장                       |
| 육군 | 중장 | 윤의철(尹義哲) |      | 2020.12.03 ~ 2021.12.15 | 육사 43기 | 육군교육사령관 & 제7기동군단장 & 국가안보실 국가위기관리센터장                                        |
| 육군 | 중장 | 박정환(朴正煥) |      | 2021.12.16 ~ 2022.05.25 | 육사 44기 | 합동참모본부 작전본부장 & 제2군단장 & 한미연합군사령부 작전참모차장 & 제1보병사단장                   |
| 공군 | 중장 | 박웅(朴雄)     |      | 2022.06.08 ~ 2023.11.07 | 공사 37기 | 공군교육사령관 & 공군공중기동정찰사령관 & 공군본부 기획관리참모부장 & 제5공중기동비행단장             |
| 육군 | 중장 | 황유성(黃裕聖) |      | 2023.11.07 ~ 2024.04.23 | 육사 46기 | 국군방첩사령관 & 육군본부 군수참모부장 & 육군본부 기획관리참모부장                                    |
| 육군 | 대장 | 강호필         |      | 2024.04.23 ~ 2024.10.04 | 육사 47기 | 합동참모본부 작전본부장 & 제1군단장 & 합동참모본부 작전부장 & 제1보병사단장                           |
| 육군 | 중장 | 김봉수(金鳳收) |      | 2024.10.8 ~ 2024.11.30  | 육사 47기 | 국군의날 행사기획단장 & 제3군단장 & 국방부 정책기획관 & 제53보병사단장                                |
| 육군 | 중장 | 정진팔(鄭鎭八) |      | 2024.11.30 ~            | 육사 48기 | 육군교육사령관 & 합동참모본부 전략기획본부 전투발전부장 & 합동참모본부 전략기획본부 전략기획부장      |

## 같이 보기
- 대한민국 국군
- 합동참모본부
- 합동참모의장